# John Jordan
Johnathan Jordan, detto John (Houston, 7 ottobre 1992), è un cestista statunitense naturalizzato della Repubblica Democratica del Congo.

## Palmarès
- Campione NBA D-League (2017)